# Dom Modlitwy Cukermana w Będzinie
Dom Modlitwy Cukermana w Będzinie – prywatny dom modlitwy znajdujący się w Będzinie w kamienicy przy alei Hugona Kołłątaja 24/28 (I piętro).

## Historia
Dom modlitwy został założony pod koniec lat 20. lub na początku lat 30. XX wieku z inicjatywy Nuchima Cukermana. Pierwsze uroczyste nabożeństwo odbyło się w okresie święta Pesach. Tak wynika z fragmentu tablicy fundacyjnej, której fragment przez lata przechowywał w mieszkaniu Bogusław Baliński. Powstała ona w dawnym mieszkaniu, czego dowodem są m.in. naniesione na zamurowane wcześniej drzwi malowidła.
Podczas II wojny światowej wnętrze domu modlitwy zostało przeznaczone na magazyn Herbatolu. Wówczas również zamalowano istniejące polichromie. Po wkroczeniu armii radzieckiej do Będzina magazyn został zlikwidowany. W roku 1948 kamienicę kupili Genowefa Balińska, Wiktoria Balińska i Sebastian Klikowicz od spadkobierców Nuchima Cukermana: Bronisława Cukermana i Mani vel Marii Rozenblum.

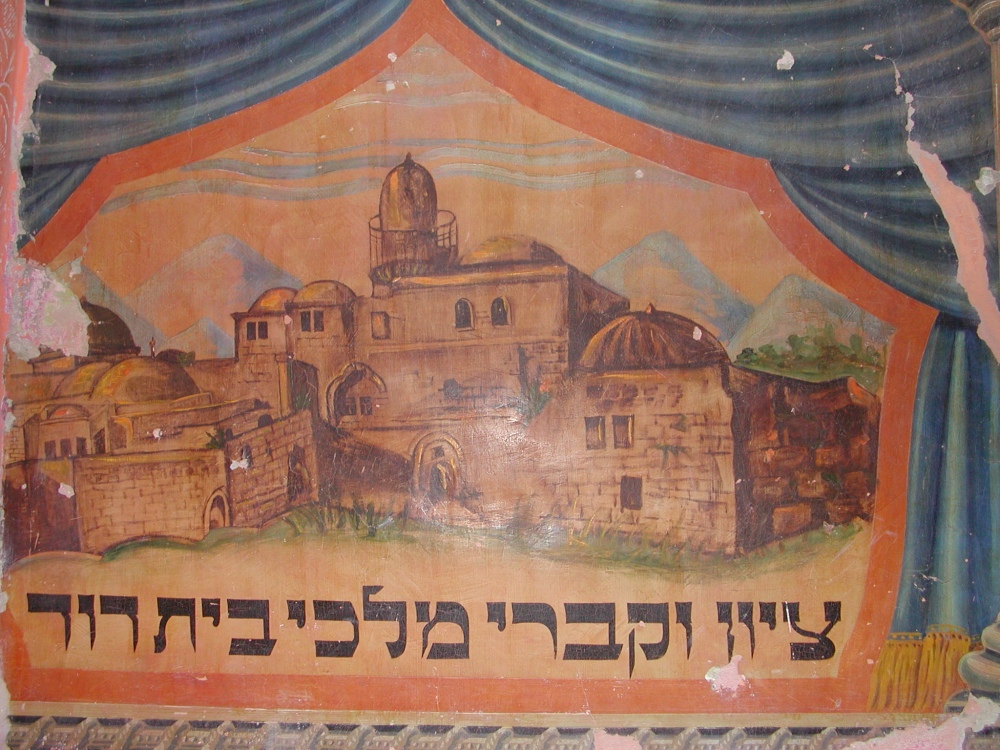
Groby królewskie domu Dawida

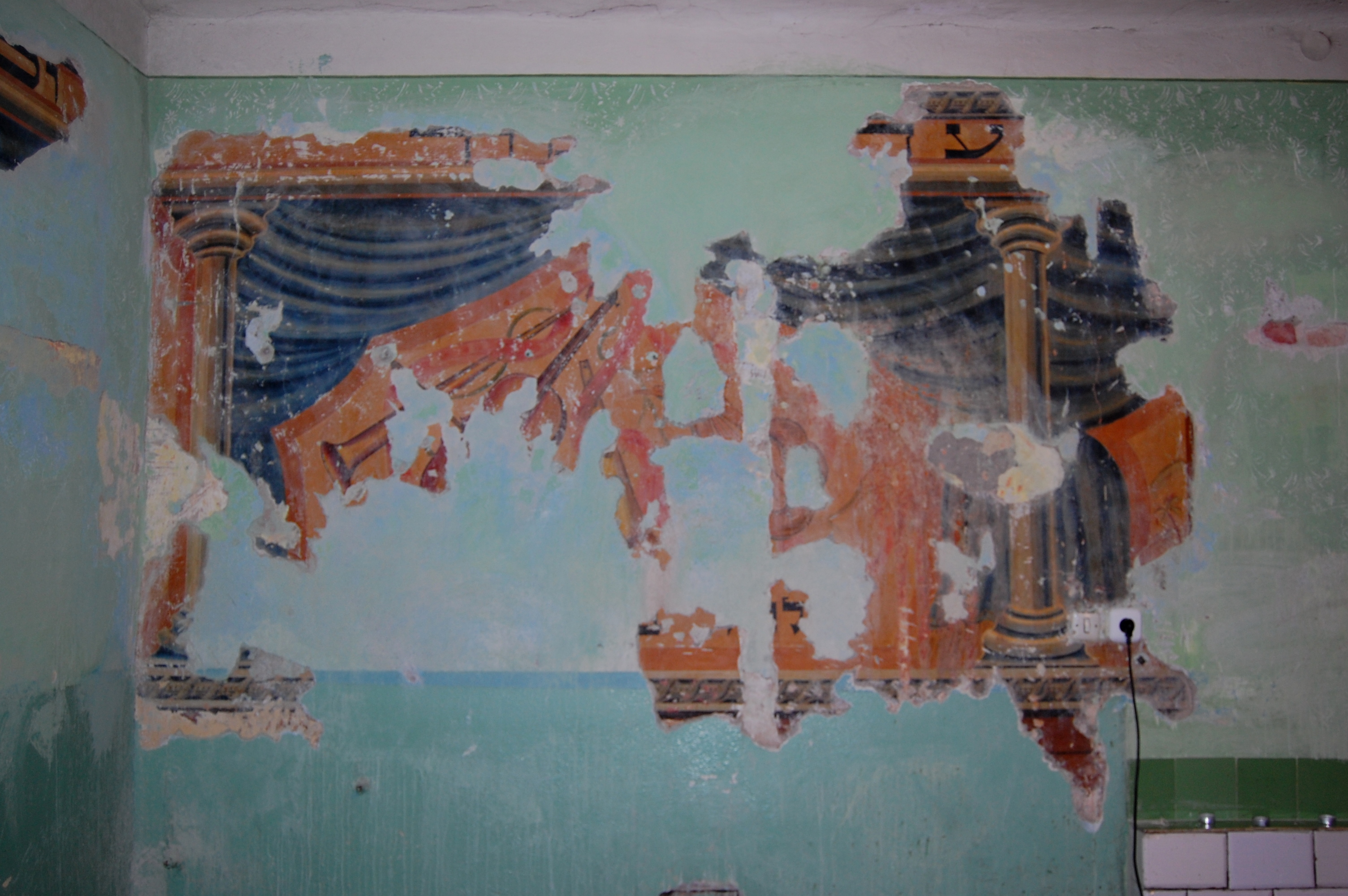
Instrumenty muzyczne

W 2005 roku podczas przypadkowego spotkania Adama Szydłowskiego, z Bogusławem Balińskim, właścicielem kamienicy przy ulicy Kołłątaja 24, otrzymał on informację o istnieniu pozostałości domu modlitwy w jednym z mieszkań tego budynku.
Lokal na koszt Adama Szydłowskiego został zbadany przez ekspertów i historyków, a dalsze prace prowadzone były przez Karolinę i Piotra Jakoweńko z Inicjatywy Brama Cukermana, w sierpniu 2008 roku.
Większość polichromii była zamalowana cienką warstwą farby kredowej, a niezamalowane, przedstawiające kolumny, ołtarz z 12 chlebami pokładnymi, znajdowały się za meblościanką. W sierpniu 2007 roku, po dwóch latach negocjacji udało się skłonić lokatora do opuszczenia mieszkania. W zamian od Urzędu Miasta otrzymał mieszkanie komunalne. Lokalu niestety nie udało się wynająć Gminie Wyznaniowej Żydowskiej w Katowicach, a pomocą przy sprzątaniu pomieszczeń zajęła się klasa historyczna I Liceum Ogólnokształcącego im. Mikołaja Kopernika w Będzinie.
25 września 2007 żydowski sztibl został udostępniony turystom i uroczyście otwarty w obecności władz miejskich, prezydenta Radosława Barana, mieszkańców miasta oraz Ambasadora Izraela Davida Pelega, który przybił do framugi drzwi specjalnie sprowadzoną z Izraela mezuzę. W uroczystościach uczestniczyła również Stanisława Sapińska, która w 2006 roku ujawniła pamiętnik Rutki Laskier.
Przez pewien czas trwał spór pomiędzy Gminą Wyznaniową Żydowską w Katowicach a Bogusławem Balińskim, którzy nie uzgodnili wspólnego stanowiska co do kwoty wynajmu lokalu. W sierpniu 2008 roku lokal wynajęła Inicjatywa Brama Cukermana. Gmina wyznaniowa nie zgodziła się na wygórowany czynsz 950 zł, aby utrzymać lokal. W wyniku interwencji wiceprezydenta Będzina Ryszarda Fornala i natychmiastowemu przerwaniu prac remontowych przez nowych najemców, udało się ocalić to miejsce od dalszych zniszczeń. Od tego czasu udało im się wpisać obiekt do Śląskiego Rejestru Zabytków, założyć Fundację Brama Cukermana, która ma na celu ochronę, renowację oraz promocję tego miejsca jako obiektu turystycznego.
Fundacja realizuje projekty kulturalne, w tym Hurtownię Manufaktury oraz Świadkowie Historii: Będzin.

## Architektura

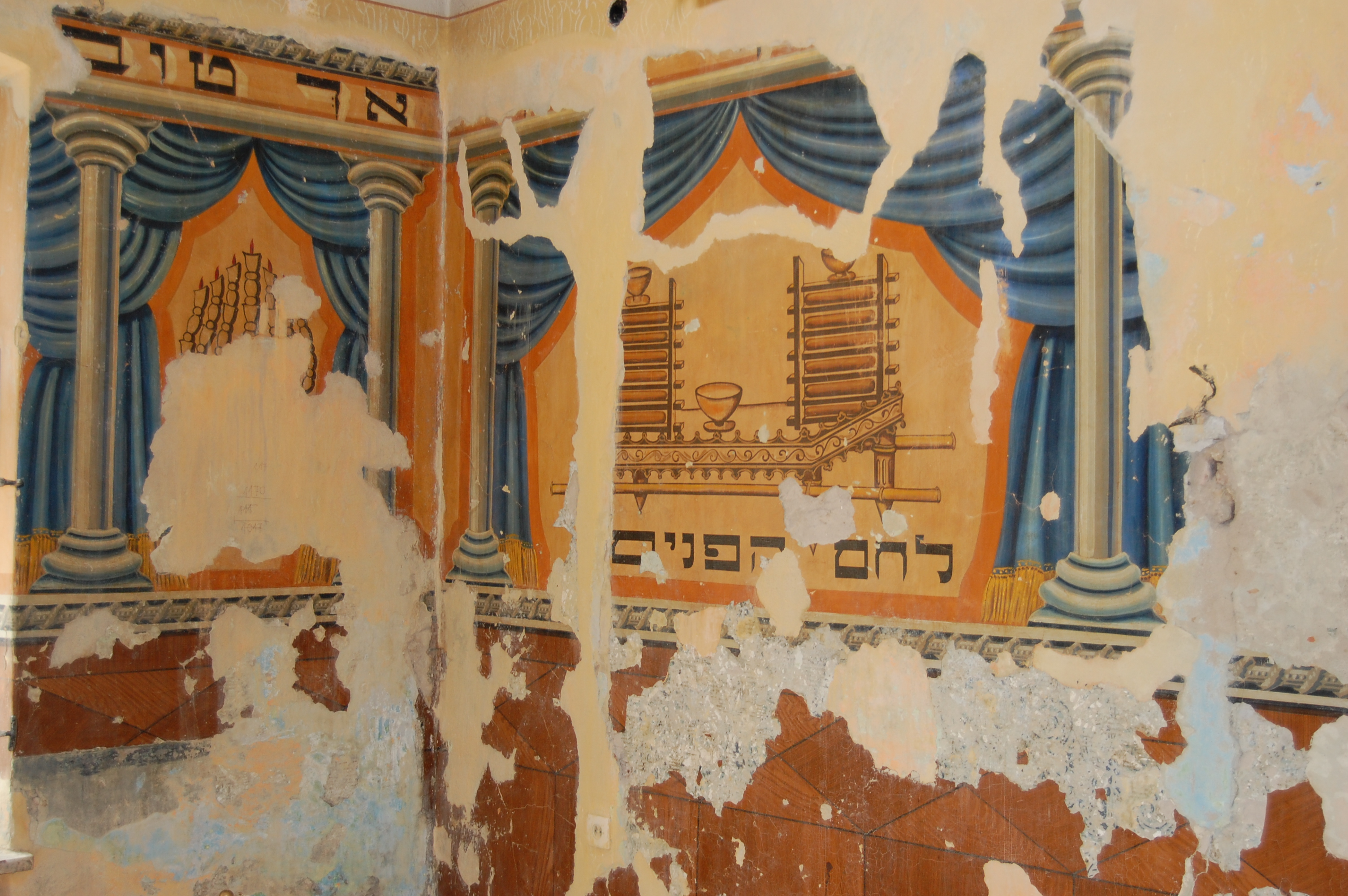
Menora i stół na chleby pokładne

Sala modlitewna położona na planie prostokąta, znajduje się na pierwszym piętrze kamienicy, obecnie podzielona ścianami na kilka pomieszczeń. Mogła pomieścić około 30 osób. Na piętrze znajdował się również babiniec, lecz jego obecny właściciel skuł wszystkie tynki podczas remontu. Kobiety śledziły przebieg nabożeństwa przez dziurę w podłodze, otoczoną barierką. Podczas wojny, hitlerowcy wyrwali barierkę oraz zabili deskami otwór.

### Polichromia
We wnętrzu modlitewni znajdują się pozostałości unikatowej, jak na te tereny polichromii, będącej jedną z dwóch zachowanych w województwie śląskim. Jest ona jednak typowa dla polichromii znajdującej się w innych polskich synagogach. Składa się z dwóch części:
- górnej, na której znajduje się przedstawienie figuratywne o charakterze symbolicznym, które otoczone jest iluzjonistyczną artykulacją w postaci niebieskiej kotary. Od sąsiednich przedstawień oddzielone jest iluzjonistycznym wyobrażeniem niekanelowanej kolumny, która wspiera znajdujący się nad nimi gzyms. Ponad gzymsem znajduje się wąski pas z hebrajskimi napisami, a ponad nimi wąziutki fryz.

- dolnej, która jest wyobrażeniem boazerii, na którą składają się trzy części. Na samej górze znajduje się wąski poziomy pas, następnie szeroki pas wypełniony rombami i trójkątami między nimi a na dole pionowe pasy. Oddzielona jest od górnej części za pomocą wąziutkiego fryzu, dokładnie takiego samego jaki znajduje się powyżej hebrajskiego napisu.

Do dziś zachowało się pięć czytelnych tablic w różnym stanie zachowania oraz wiele fragmentów i pozostałości po nich. Przedstawiają one:
- ołtarz z 12 chlebami pokładnymi, poniżej których znajduje się napis לחם הפנים (trl. Lechem hapanim), co znaczy chleby pokładne. Napis nad przedstawieniem nie zachował się. Polichromia posiada wymiary 1 na 1,5 metra i jako jedyna nie została zamalowana po zakończeniu II wojny światowej. Przez wiele lat znajdowała się za meblościanką. Posiada kilka ubytków.

- menora, powyżej której znajduje się napis אר טוב. Nie ma napisu pod malowidłem, jak w przypadku innych. Posiada duży ubytek w centralnej części.

- groby królewskie domu Dawida, poniżej którego znajduje się napis ציון וקברי מלכי בית דוד, a powyżej jego niewielkie fragmenty. Posiada niewielkie ubytki.

- panorama Jerozolimy, poniżej której znajduje się napis אם א...ך ירושלים ...ח ימיני, a powyżej jego niewielkie fragmenty. Posiada kilka ubytków.

- instrumenty muzyczne, wśród których widoczne są skrzypce i klarnet. Napisy są zniszczone i nieczytelne. Posiada bardzo dużo ubytków.

Pozostałe polichromie zachowały się fragmentarycznie i w większości nie da się określić co pierwotnie przedstawiały. Na niektórych widać m.in. palmę oraz pozostałości inskrypcji w języku hebrajskim. Pierwotnie otwory okienne i drzwi były również otoczone przez niebieskie kotary.

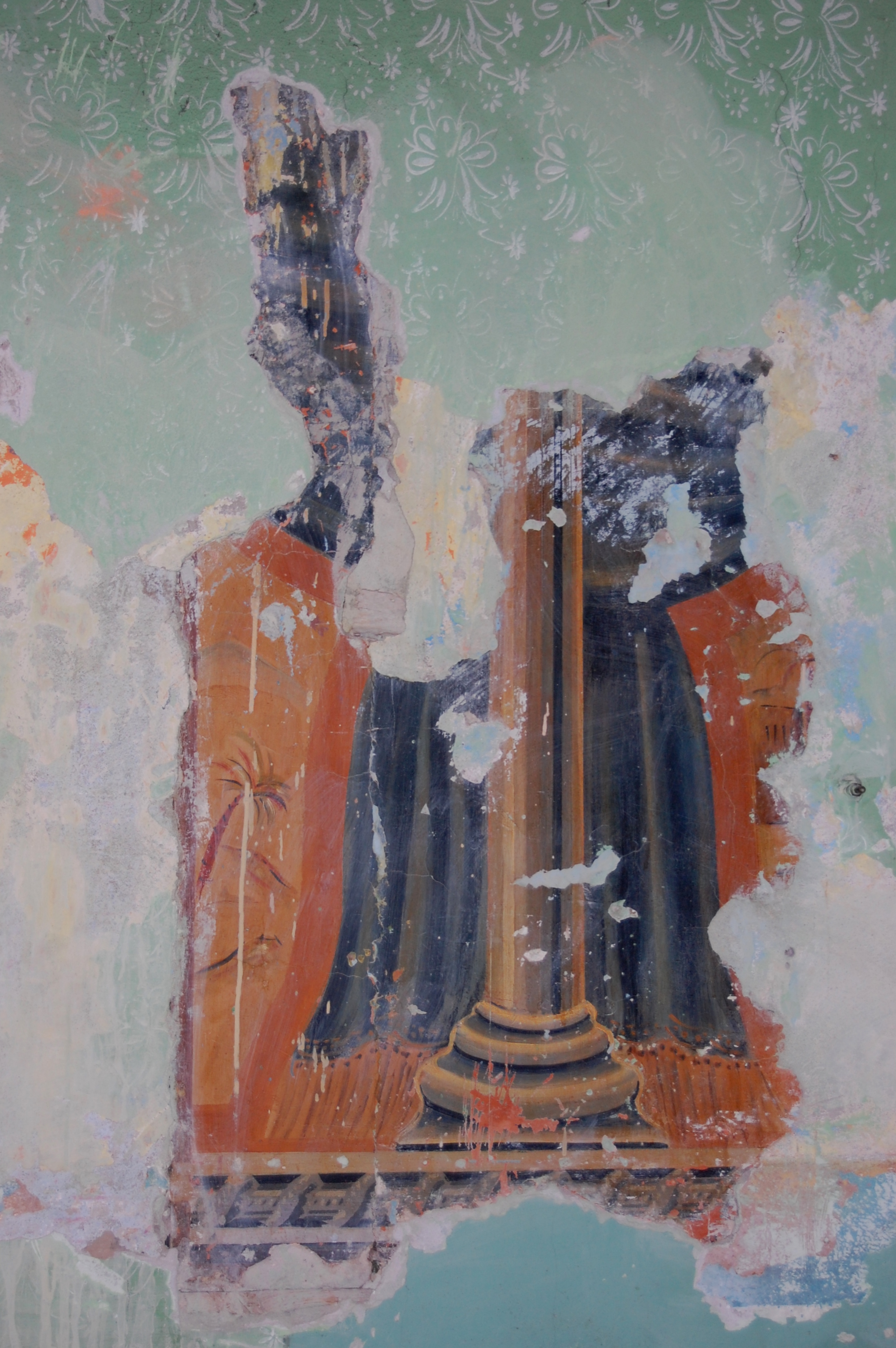
Fragment polichromii
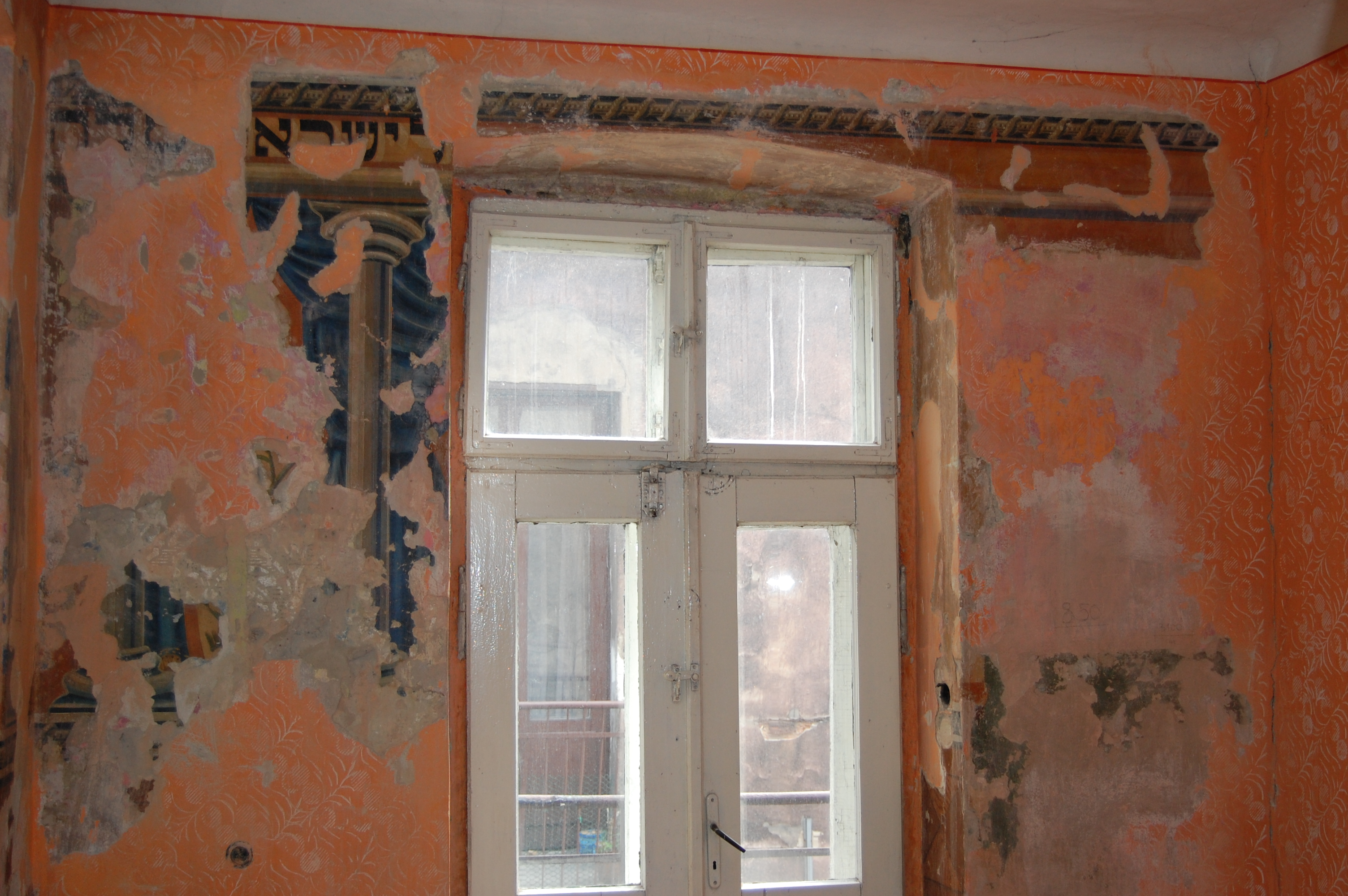
Fragmenty polichromii
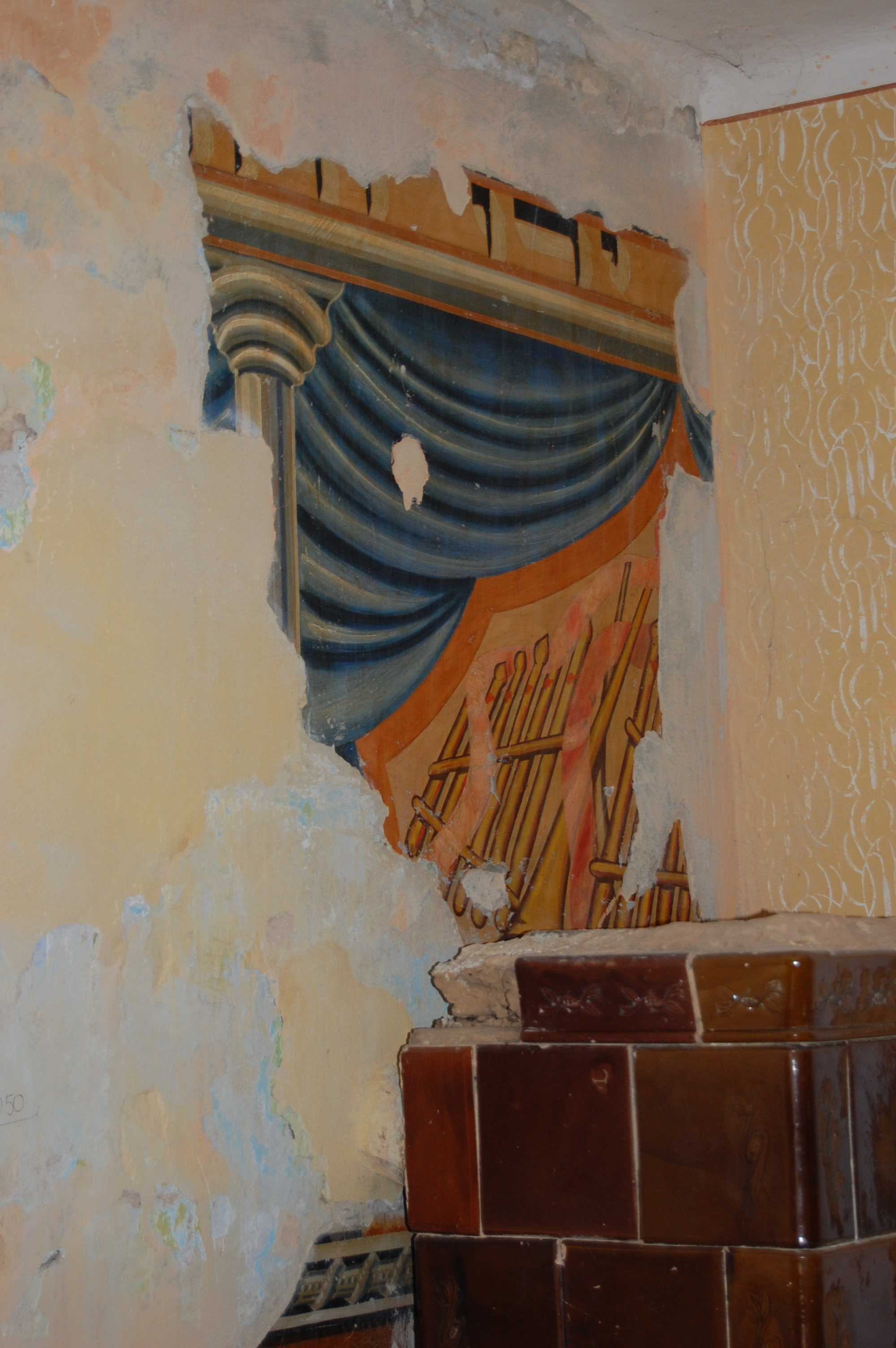
Fragment polichromii
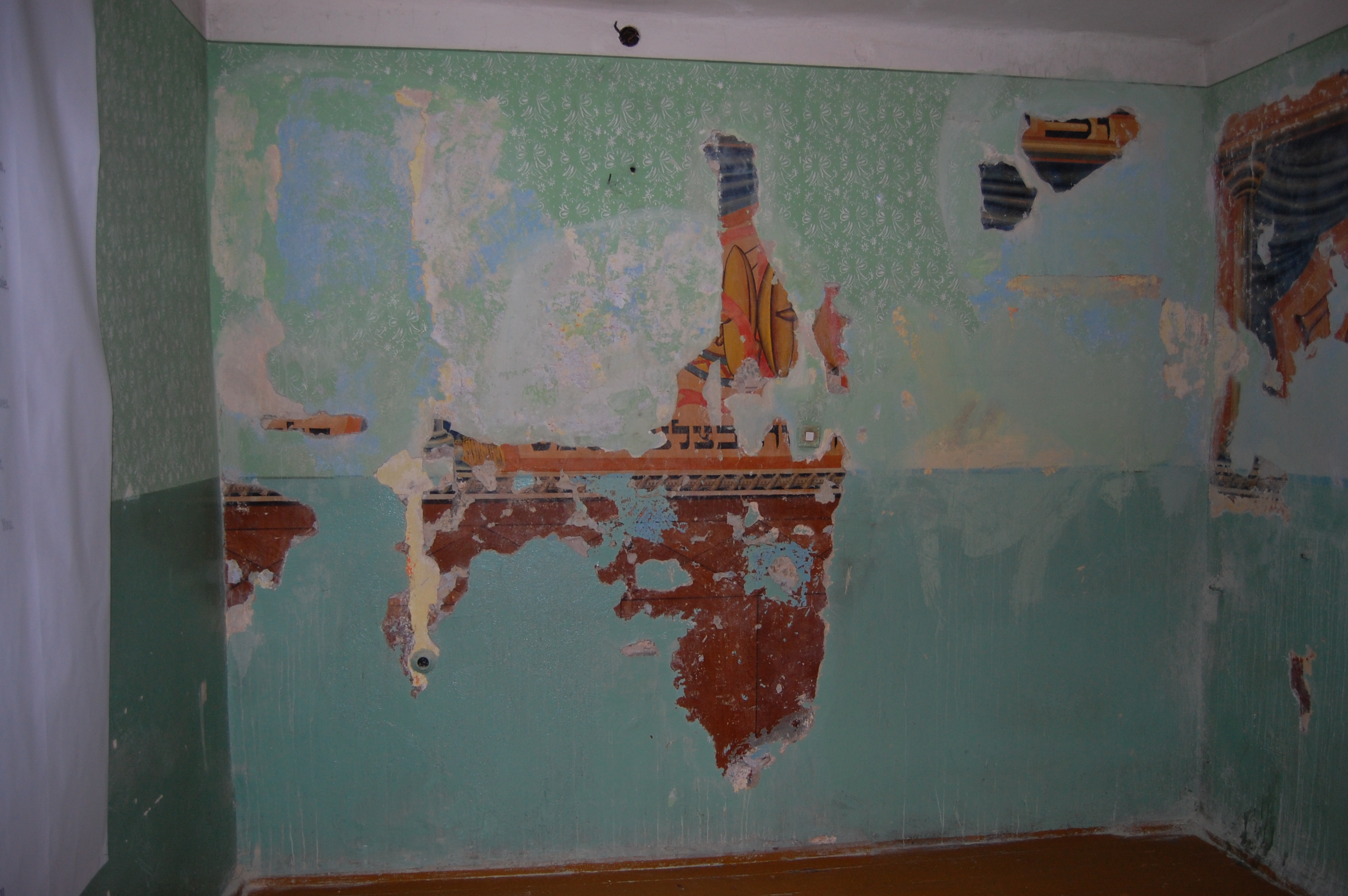
Fragmenty polichromii
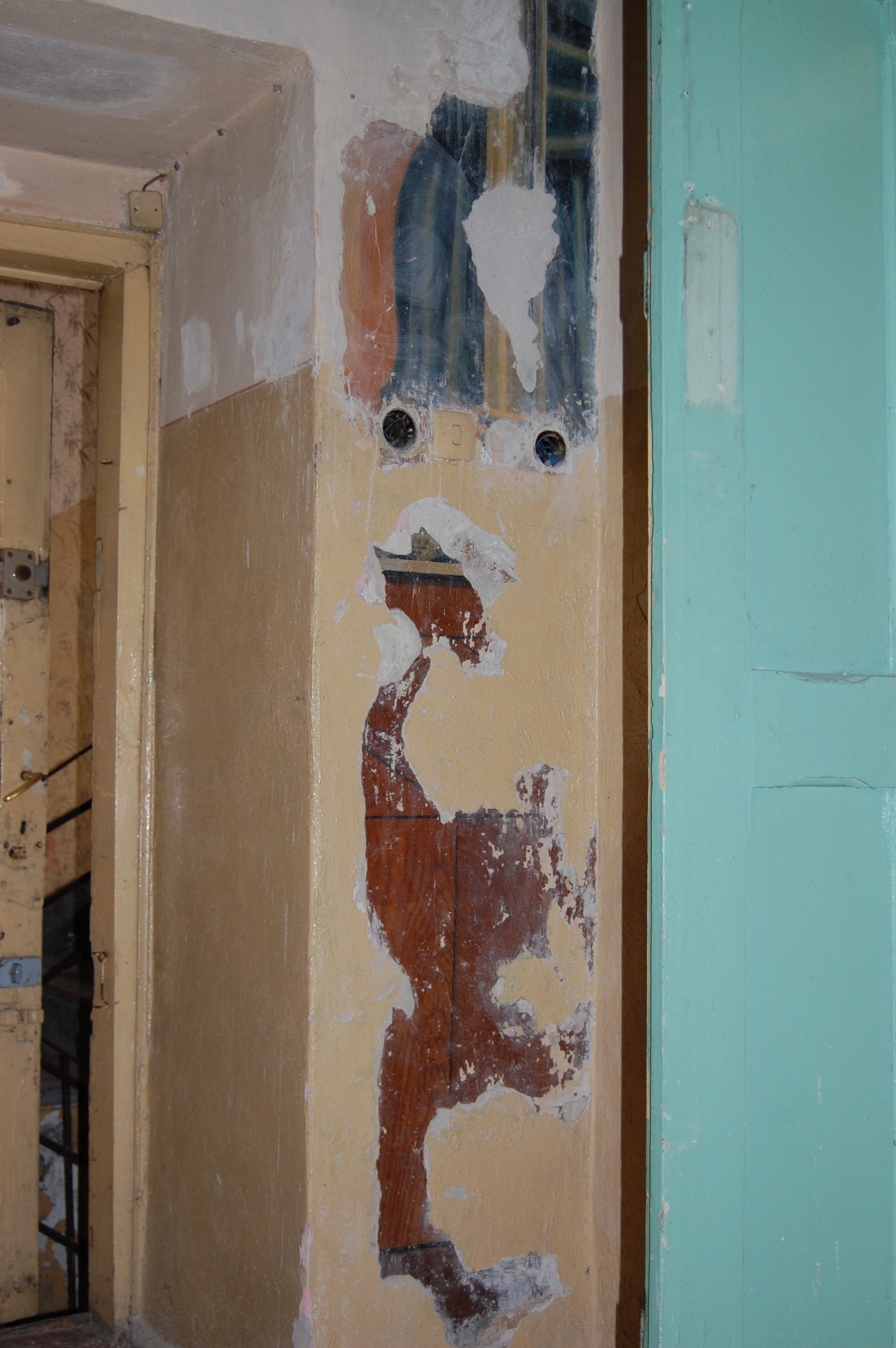
Fragmenty polichromii

### Tablica fundacyjna

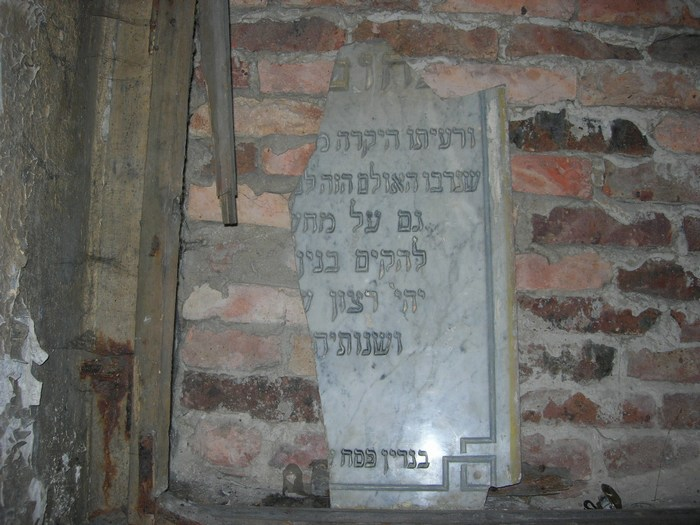
Tablica przed konserwacją

Do dziś z dawnego wyposażenia domu modlitwy zachował się jedynie fragment marmurowej tablicy fundacyjnej z tekstem w języku hebrajskim, którą przez wiele lat przechowywał Bogusław Baliński. W 2005 roku została ona przekazana Zagłębiowskiemu Centrum Kultury Żydowskiej i przeniesiona do synagogi Mizrachi przy ulicy Potockiego 3. W ostatnim czasie tablica została poddana konserwacji i we wrześniu 2007 roku przeniesiona do Domu Modlitwy Cukermana, gdzie zawisła na jednej ze ścian. Obecnie tablica znajduje się na wystawie Pamięć (utworzonej w porozumieniu z Gminą Wyznaniową Żydowską w Katowicach, USC i Muzeum Zagłębia) w Pałacu Mieroszewskich w Będzinie, którą przekazał współautor wystawy Adam Szydłowski.